# Miroslav Kocijan
Miroslav Kocijan, jedan od pionira računalstva u Hrvatskoj, konstruktor 8-bitnih računala Galeb i Orao. 

## Vanjske poveznice
- Intervju s Miroslavom Kocijanom
- Miroslav Kocijan – pionir hrvatskog računarstva  Arhivirana inačica izvorne stranice od 18. listopada 2021. (Wayback Machine)